# 福建水利电力职业技术学院
福建水利电力职业技术学院，简称福建水院，曾简称永安水校，是中华人民共和国的一所全日制专科公办省属普通高等职业学校。现有永安校区（本部）、福州校区、黄历校区和厦门基地。

## 历史
1929年，私立莆田职业中学在莆田成立。1941年，更名为莆田私立东山高级职业学校。1947年8月，更名为莆田私立东山高级土木科职业学校。1951年7月，更名为莆田私立东山土木工程学校。1956年，省政府接管学校，更名为福建省水利学校。同年7月，学校迁至永安，更名为福建水利电力学校。1958年，升格为福建水利电力专科学校。1960年，升格为福建水利电力学院。1963年7月，改建为福建水利电力专科学校。不久，改建为福建水利电力学校。1970年5月，学校停办。1974年，学校复办。2003年2月，升格为福建水利电力职业技术学院。